# 金星路站
金星路站位于中华人民共和国湖南省长沙市岳麓区金星路和枫林路交叉口北侧地下，是长沙地铁2号线的地铁车站，于2014年4月29日开通。

## 车站

### 车站结构
| 地下 一层 | 站厅层                                | 站厅、售票机、客服中心、出入口          |  |
| 地下 二层 |                                       | 2号线列车开往梅溪湖西（下一站：望城坡） |  |
| 地下 二层 | 岛式月台，左边车门将会开启            |                                         |  |
| 地下 二层 | 2号线列车开往光达（下一站：西湖公园） |                                         |  |

## 车站周边
- 湖南财政经济学院
- 湖湘中医肿瘤医院[3]